# Tuidraad

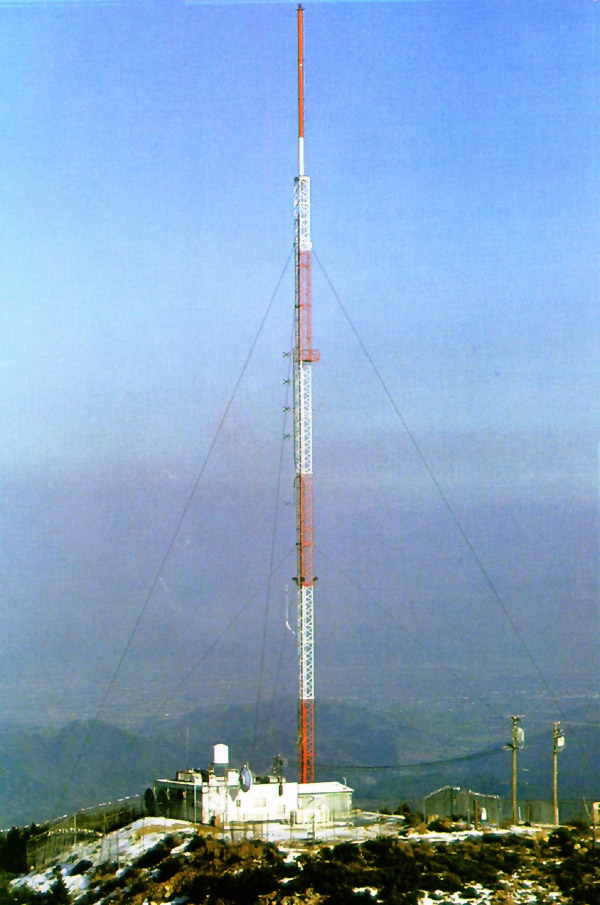
Voorbeeld van een mast met tuidraad

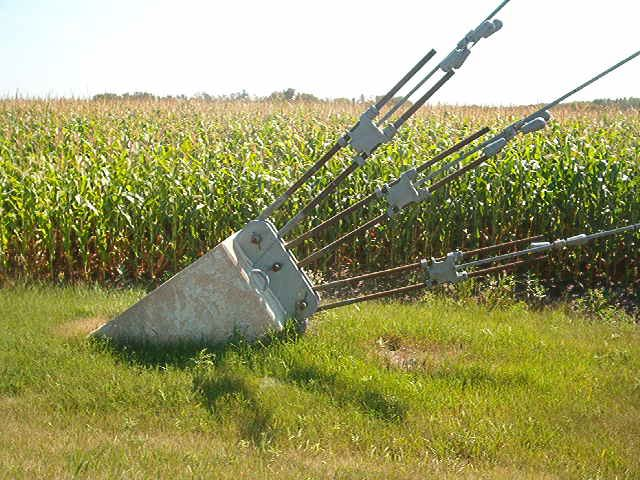
Fundering voor verankering tuidraden (tuiblok)

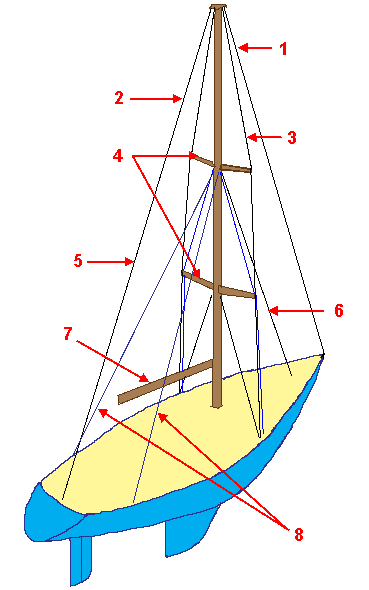
Scheepsmast met verstaging (staand want)

Een tuidraad of tuikabel (tui) is een kabel, die gebruikt wordt om stabiliteit aan hoge, smalle constructies (vaak zendmasten of windturbines) te geven. Eén eind van de kabel wordt aan de constructie bevestigd, het andere eind wordt verankerd aan een funderingsconstructie op een bepaalde afstand van de basis van de constructie. Met drie of meer van zulke kabels wordt de (meestal verticale) stand van de constructie gefixeerd.

## Tuidraad, stag en scheerlijn
Een tuidraad op een boot wordt stag genoemd en is een onderdeel van de verstaging. Bij tenten spreekt men van scheerlijnen.
Rondom een constructie worden kabels meestal op onderling gelijke afstand bevestigd. Dit kan bijvoorbeeld een driepunts-, een vierpunts-, een paar-paar- of een andere opstelling zijn. Dak-antennes hebben meestal een driepuntsbevestiging. Bij een vierpuntsopstelling kan het zijn dat een van de vier kabels nauwelijks of niet belast wordt.